# Hof zu Kroisbach
Der Hof zu Kroisbach ist ein Grazer Edelhof der am Unteren Plattenweg 61 im Stadtbezirk Mariatrost liegt. Seine Geschichte geht bis auf das Jahr 1544 zurück. Der einstige Besitz des Hofes umfasste einige Felder, Wiesen, Weingärten sowie kleine Waldstücke. Es befanden sich keine bäuerlichen Untertanen am Hof.

## Geschichte
Der Edelhof wurde im Jahr 1544 von Christof Adler von Gurnitz dem Älteren erbaut. Anscheinend wurde der Edelhof bald nach seiner Entstehung zu einem einfachen Bauernhof unter der Verwaltung der Ratmannsdorfern. 1634 verkaufte Georg Freiherr von Ratmannsdorf den Hof an Johann Paul Langen. Dieser wurde später in den Freiherrenstand erhoben. Sein Sohn Johann Paul Freiherr von Lang verkaufte das Gut 1677 an Anna Maria Schmidin. In der Zeit von 1699 bis 1712 war es im Besitz des Kammerprokurators von Pettenegg. Nach 1712 ging das Gut in den Besitz des Deutschen Ordens über. Um 1820 gehörte der Hof Josef Naßfelder. Um 1840 gehörte der "Kroisbachhof" dem Grazer Hof- und Gerichtsadvokaten Dr. Franz Bayer (1799–1843).